# Blauer Speck

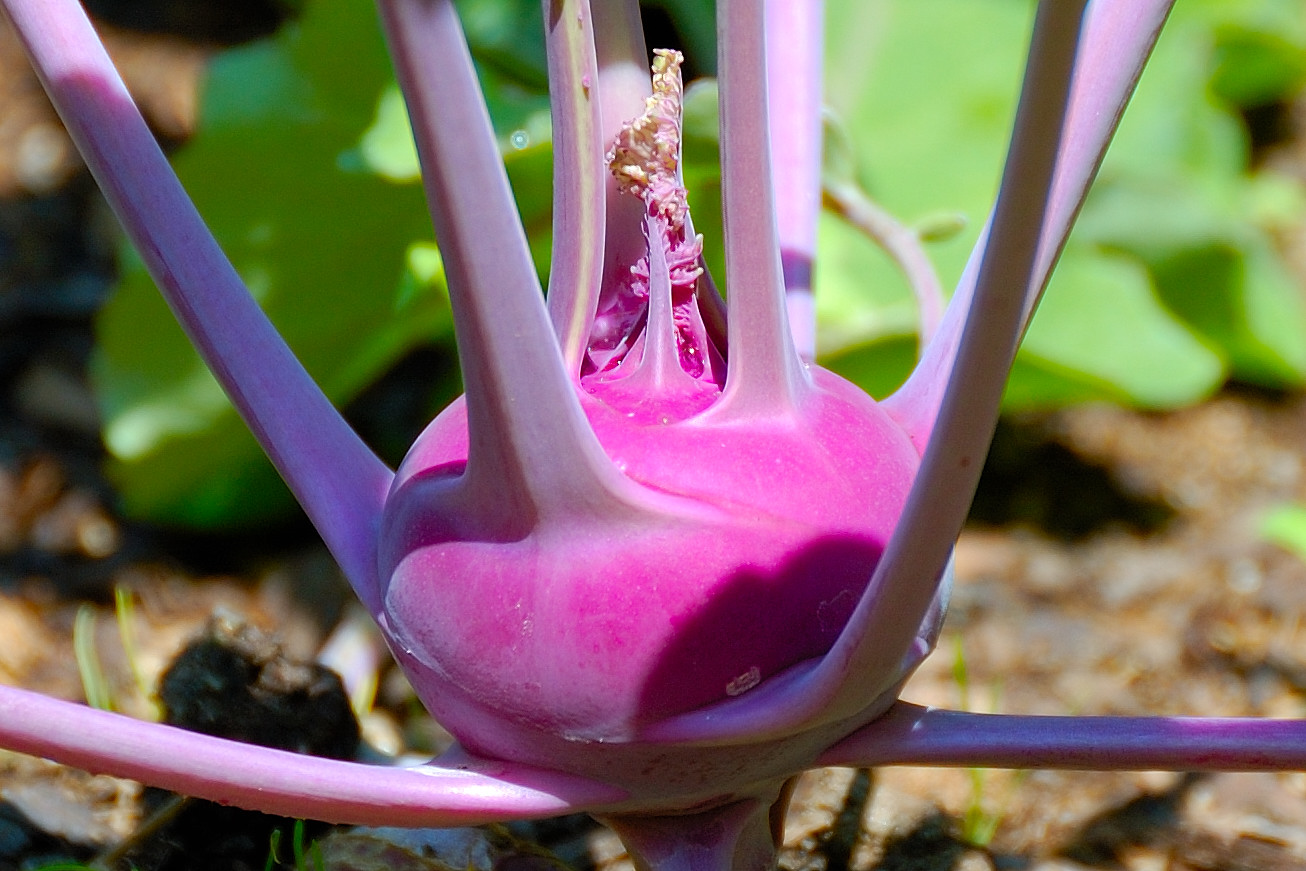
Blauer Speck

Blauer Speck ist eine Sorte des Kohlrabi (Brassica oleracea var. gongylodes), genauer eine Oberkohlrabisorte, die bereits 1925 erstmals in Deutschland in den Handel gebracht wurde und daher beim deutschen Bundessortenamt nicht mehr geschützt ist. Sie zeichnet sich durch eine blau-rote Schale und sehr große Sprossknollen aus. Sie ist für den Freilandanbau geeignet, verträgt jedoch keine Nachtfröste und kann deshalb erst ab Ende März, Anfang April bis in den Juni hinein ausgesät werden. Die Erntezeit ist dementsprechend spät von Juli bis Oktober. Blauer Speck ist mehrere Monate lagerfähig, eignet sich für die Gefrierkonservierung und ist beim Verzehr zart und butterweich.